# Абдал (ранг)
Абда́л (тур. Abdal) — в Османській імперії назва мандрівних дервішів. У деяких дервішських орденах назва рангу 40 святих (нижче кутба).

Старійшинам різних груп дервішів інколи давалося ім'я баба (батько). Дервішів, послідовників Баба Ісхака, називали бабаї.

Чимало абдалів та календеріїв було серед учасників великого повстання туркменів, яке підняв у 1527 р. один з нащадків Гаджжі Бекташа на ім’я Календер  у Центральній Анатолії.

Османські архіви свідчать, як час від часу через усе XVII сторіччя
уряд робив пильні обстеження різних таємних товариств і шукав дервішські ложі. Наприклад, він заборонив товариству старих абдалів та календерів Ишик, «які піднімали прапори, грали на сопілках та бубнах, і в усьому чинили супротивне релігії» мандрувати від містечка до містечка і від села до села. 
Абдаліти — назва мандрівних монахів у середньовічній Персії та індійських монархіях. В тлумачнику Даля подається у варіаціях «перський монах» та «брехун».